# Доля вбивці
«Доля вбивці» (англ. Assassin's Fate) — роман американської письменниці Маргарет Ліндгольм, написаний під псевдонімом Робін Гобб, третій в її серії «Трилогія про Фітца і Блазня» (англ. The Fitz and the Fool Trilogy). Написаний у формі розповіді від третьої особи з точки зору кількох персонажів. Роман був опублікований 2017 року у видавництві HarperVoyager. Дія відбувається у всесвіті Елдерлінгів та є прямим продовженням романів "Вбивця Блазня" (англ. Fool's Assassin) та "Пошуки Блазня" (англ. Fool's Quest), а також серій "Трилогія про Світлу людину" (англ. The Tawny Man Trilogy) та «Трилогія про Провісників» (англ. The Farseer Trilogy). Окремі персонажі серій "Торговці живих кораблів" (англ. The Liveship Traders) та «Хроніки дощових нетрів» (англ. The Rain Wilds Chronicles) виступають другорядними героями.
Фітц прагне помсти за знищення доньки. Він має твердий намір знищить Чотирьох та їх Служителів. Разом з ним продовжують подорож старий друг Блазень у подобі Янтар, хлопчик-конюх Персівіранс, шпигунка Спарк та син Чейда Ланс. Перед ними лежить довгий шлях через Дощові Нетрі, Піратські острови, Джамелію та зустріч з усіма сторонами магії: від загадкових живих кораблів до прекрасної магії Ендерлінгів, від туманних пророцтв Білих до нищівної магії Богомазих. Тим часом Бі все ще у полоні Двалії, яка прагне використати дівчинку у цілях Служителів. Але сама Бі все частіше бачить у своїх снах Руйнівника, який іде руйнувати Клеренс.

## Сюжет
Фітц Чіверлі залишається в Кельсінгрі. Янтар вдається переконати Рапскаля та усіх присутніх, що сліди срібла на пальцях вона отримала від Веріті багато років тому.
Бі знаходить поламану свічку мами неподалік моноліту і здогадується, що тут був її батько. Двалія думає, що Приклоп обдурив її, вказавши неправильний шлях. Вона знаходить руну на моноліті, яка повинна привести їх до Калсиди. Перед тим, як Бі знову затягує в моноліт, вона помічає позначку на руні і розуміє, що це попередження. Двалія, Керф, Бі, Аларія та Віндлаєр опиняються в зруйнованому замку калсидійського герцога,  під завалами. Реппин не вистачає місця і її затягує назад до моноліту. Бі вдається втекти. Намагаючись вижити, вона краде буханку хліба, проте її ловлить міська охорона. Бі розповідає свою історію, проте охоронець вважає її рабинею, яку Керф забрав як трофей. За два дні у в’язниці Двалія і Керф забирають Бі назад. Аларію продають в рабство, щоб отримати гроші на проїзд кораблем.
Фітц уві сні розповідає червоному дракону, чому він прибув до Кельсінгри. Наступного дня до нього приходить Рапскаль і каже, що цим драконом була Хебі. Вона пригадала назву Клеренс та Білих Служителів. Хебі одночасно ненавидить їх і боїться. Рапскаль вважає місію Фітца достойною та дає йому срібло від Хебі. Фітц розуміє, що саме Слуги причетні до знищення драконів та Ендерлінгів. Також Рапскаль згадує, що Ендерлінги пішли з цього світу через моноліти. До Кельсінгри повертається Тінталья. Вона злиться на Фітца, за те, що він посмів втрутитися у зміни Ефрона. Фітц розповідає їй про свою подорож. Тінталья не пам'ятає нічого про Клеренс, але вона має твердий намір врешті-решт з'ясувати все про знищення драконів. Тінталья летить шукати єдиного дракона, який пам'ятає ті події - Айсфіра. 
Фітц, Янтар (Блазень), Персівіранс, Спарк та Ланс покидають Кельсінгру і вирушать на Смоляному до Трехогу. Смоляний говорить з Фітцем і цікавиться, якому дракону той належить. Фітц розуміє, що він пов'язаний з драконом Веріті. У Трехозі чекає живий корабель Досконалий, на якому Фітц повинен плисти до Бігтауну.  Янтар укладає угоду з Досконалим. Він попливе до Клеренсу, а не Бігтауну, щоб допомогти їм знищити Служителів. В обмін на це Янтар дає йому трохи Срібла, яке вона дістала в Кельсінгрі. Вона вважає, що достатня кількість Срібла перетворить корабель в дракона, оскільки на це вказує один зі снів Бі. До того ж Янтар певна, що Бі досі жива.
Двалія, Бі, Керф та Віндлаєр влаштувались на кораблі до Клеренсу. Бі шукає спосіб втекти. Спочатку вона намагається схилити Віндлаєра на свій бік, проте він надто вірить Двалії. Тоді Бі знаходить жінку, яка торгує рабами і пропонує себе на продаж. Їй вдається зійти з корабля разом з Акріель, проте в готелі, де вони влаштувались,  її знаходить Двалія. Віндлаєр поступово втрачає здатність керувати свідомістю людей. Цього разу він лише зміг примусити Керфа вбити Акріель, проте не зміг заховати їх від варти. Двалія лишає Керфа і тікає зі зв'язаною Бі, Віндлаєр тікає з ними. Двалія дає Віндлаєру дивну мікстуру, яка відновлює його здібності. Він намагається проникнути у свідомість Бі, щоб знову керувати нею, проте Бі натомість проникає в нього. Вона бачить, що Двалія втратила всю владу після поразки Білої жінки і її відправили турбуватися про дітей Білих, які не могли принести справжньої користі Служителям. Одним з них був Віндлаєр. Двалія намагалась вчити його, проте він не міг бачити снів. Тоді вона дала йому отруту морської змії, яка мала посилити його здібності. Завдяки отруті Віндлаєр отримав здатність керувати свідомістю людей.  Двалія знаходить корабель до Клеренсу і Віндлаєр примушує капітана взяти їх на борт.
Досконалий причалює на Піратських островах і зустрічає там Вівацію. Він примушує її згадати, як це - бути драконом і розповідає про Срібло. Він вимагає, щоб Бойо Трелвестріт та Парагон Кеннітсон були на його борту під час останнього плавання. Тінталья та Хебі з Рапскалем на спині прилітають до Деліпая. Рапскаль розповідає, що Тінталья зустрілась з Айсфіром і дізналась про причетність Слуг до знищення драконів. Зараз дракони летять до острова Інших. Там живуть Богомазі - істоти які вилупились з яєць драконів, що багато часу провели з людьми. Вони не є ні людьми, ні драконами. Століттями Богомазі викрадали драконячі яйця та ловили морських змій. Вони торгували частинами драконів з Білими та вживали їх в їжу, щоб бачити пророчі сни. Уїнтроу розповідає про свою подорож на острів Інших та порятунок морського змія. Рапскаль віддає хлопцеві всі свої прикраси Ендерлінгів, як вдячність за порятунок дракона. Після вбивства всіх Богомазих дракони мають намір летіти до Клеренсу і знищити його. Досконалий відчалює від Деліпая з Бойо та Парагоном на борту. 
Ланс ревнує Спарк до Парагона. Знаючи, як колись вчинив Кенніт з Альтією, він боїться повторення історії зі Спарк. Фітц ділиться підозрами Ланса з кораблем, але Досконалий впевнений в порядності хлопця. Натомість він показує Фітцу спогади Кенніта про його дитинство та насилля, яке він пережив колись. Досконалий впевнений, що саме це змінило Кенніта та змусило перетворитись на чудовисько. Під час спроби зв'язатися з Нетл через Скілл, Чейд намагається затягти Фітца у потік Скіллу. Він чує Бі, але змушений відштовхнути її, щоб Чейд не знищив її Скілл. Тепер Фітц впевнений, що його донька жива і пливе до Клеренсу. Але знаючи про намір драконів, єдиний шанс її врятувати - прибути до Клеренсу швидше за них. Неттл повідомляє, що Чейд помер. Янтар бачить сни, що віщують смерть Фітца.
Бі прибуває до Клеренсу. Четверо приймають Двалію з Віндлаєром та Бі в судовій залі. Капра звинувачує Двалію у провалі місії. Їй не вдалось повернути Блазня, якого вона звільнила, щоб дістатися до Бі. До того ж Двалія винна у смерті кращих луриків. Її забирають до підвалів для катувань. Бі відправляють до верхніх камер. Її сусідом виявляється Прилкоп. Бі розповідає йому частину своєї історії, натомість Прилкоп розповідає їй про свої сни, які він знову почав бачити після зустрічі з Блазнем. Йому снився вогонь та шторм, який зруйнує все, тепер Прилкоп вважає, що це предвісник появи Бі. 
Четверо сваряться між собою, не в змозі з'ясувати, чи корисна для них Бі. Капра примушує дівчинку продиктувати детальну історію з часу викрадення, щоб перевірити збіги з записаним снами. Вночі Бі забирає з камери Симфра. Вона приводить дівчинку до нижніх камер, де тримають Двалію. Симфра прагне з'ясувати, чи є Бі обіцяним сином. Для цього Віндлаєр повинен знову випити отруту змія і примусити Бі зізнатися. Бі розбиває ліхтар об Симфру, підпаливши її, а тоді хапає розбиту склянку з-під отрути. Це посилює її здібності і вона починає бачити можливі варіанти майбутнього. Бі вбиває Симфру і наказує Двалії померти. Не бачачи способу втекти, Бі повертається в камеру і закриває її за собою, маючи намір прикидатися невинною. Тепер Бі розуміє, що сни про Руйнівника стосувались її. 
Фітц зв'язується з Нетл і дізнається про народження внучки та вагітність королеви. В цей момент в його свідомість проникає Віндлаєр. Фітц атакує його у відповідь і дізнається, що Бі вбила двох людей. Віндлаєра зараз катують, оскільки підозрюють його. Хлопець звинувачує Бі і попереджає, що до Клеренсу прибули Провісник і два дракони. В ніч перед заходом Досконалого в гавань Янтар зникає. Фітц взнає, що вона підбила матросів зробити вилазку на острів і не повернулась назад. Спарк розповідає, що до Янтар частково повернувся зір. Разом з Янтар зникає браслет Ендерлінгів та одна склянка зі Сріблом. Фітц, Персівіранс, Ланс та Спарк сходять на берег. Замок закривають для відвідувачів через смерть однієї з Чотирьох - Симфри. Персівіранс відправляє ворону Мотлі до замку. Бі за підказки Нічного Вовка передає їй повідомлення "вихід може бути входом." Фітц розуміє, що вони можуть проникнути через каналізацію. 
Янтар проникає до верхніх камер замку і знаходить Прилкопа та Бі, але її ловить Капра. Прилкопа і Янтар забирають в нижні камери для катувань, Янтар встигає поранити Капру. Бі відкриває камеру захованими ключами і йде до кімнати зі снами. Віндлаєр досягає її свідомості і попереджає, що Коултрі знайшов ще отруту змії, тож скоро він зможе перемогти Бі. Дівчинка підпалює свитки свічкою мами і каже Віндлаєру, що він запізнився. Фітц проходить до замку і знаходить у камерах Блазня та Прилкопа. Бі тікає від пожежі і зустрічається з батьком. Прилкоп веде всіх до нижніх камер, щоб спробувати втекти через тунель. На них нападають солдати з Віндлаєром, який випив отруту. Персівіранс, єдиний хто не має жодної здатності до Скіллу вбиває Віндлаєра та Коултрі. Поранена Капра тікає з рештою війська. Фітц, якого поранили солдати хоче лишитись і затримати решту солдат, які все ще шукають Бі, але Персівіранс примушує його піти з усіма. Спарк з Лансом розбивають стіну в тунель і спускаються туди. Прилкоп звільняє з камер інших в'язнів і вони тікають тунелем. Блазень вважає, що вони попередять Слуг і ті перехоплять їх на виході. Від пожежі руйнується стеля в камері, вибух ранить Блазня та оглушує Бі. Фітца придавлює уламками. Він торкається посріблених пальців Блазня і віддає йому всю свою силу, щоб повністю зцілити його. Фітц примушує Блазня забрати Бі і тікати з острова. 
Блазень, Бі, Спарк, Ланс та Персівіранс дістаються корабля. Вони оплакують смерть Фітца. Досконалий злиться на Слуг, через те, що вони робили з морськими зміями і не бажає плисти поки на власні очі не побачить помсту драконів. Бі знаходить склянку зі Сріблом в речах батька і віддає її Кеннітсону. На Досконалого нападають і стріляють в нього вогняними стрілами. Корабель починає горіти. Персівіранс хапає Бі і вони стрибають у воду. Кеннітсон пробирається крізь вогонь до носової фігури та віддає Срібло, Досконалий перетворюється на двох драконів, Кеннітсон гине. Дракони летять до замку і починають його нищити. До них приєднуються Тінталья та Хебі. З іншого боку острова до Клеренсу прилітає Айсфір. Він звинувачую Слуг у тому, що багато століть тому, вони скормлювали драконам отруєних тварин, використовували їх тіла у своїх інтересах та закарбували в його свідомості прагнення назавжди заховати себе в льодах. Дракони знищують замок та його околиці. Під час перетворення Досконалого в драконів зникають Альтія та Ланс. Бойо сильно обгорів. До Клеренсу припливає Вівація і забирає всіх пасажирів Досконалого. Альтію знаходять серед уламків корабля. Бі зцілює помираючого Бойо за проханням Вівації.
Фітц опритомнює. Нічний Вовк зумів зберегти частинку життя Фітца і повернути його з мертвих. Поруч з Фітцем вибухає один з порохових горщиків Чейда і руйнує склянку зі Сріблом. Фітц отримує неймовірну силу завдяки Сріблу, яке потрапило на його тіло і вилізає з під уламків. Вийшовши на берег він помічає Вівацію, яка відпливає. Прилкоп знаходить Фітца. Він обіцяє відродити Клеренс таким, який він був за його дитинства: місцем, де Білих вчили, а не використовували задля власного збагачення. Прилкоп говорить, що знайшов кількох виживших Білих та поранену Капру. Вночі Фітц знаходить їх сховок, та вбиває Капру. Після цього він вирушає шукати найближчий моноліт, через який колись пройшов Блазень. Фітц прибуває до міста Фарніч і знаходить руїни міста Ендергінгів. Він бачить тіні Ендерлінгів, які багато століть тому прийшли сюди через моноліти, щоб врятувались від землетрусу, але потрапили в засідку Слуг і загинули в бою. Фітц торкається стертої руни, яка на його думку веде до Кельсінгри, але натомість потрапляє до каменоломні за Гірським Королівством. Ворона, яка весь час була з Фітцем, залітає в моноліт, що веде до Бакка. Нічний Вовк говорить Фітцу, що в моноліті вони провели багато часу і бачили там Веріті. Веріті вважає, що настав час Фітцу вирізати власного дракона, оскільки його смерть вже близько. Фітц хоче повернутись додому, але Нічний Вовк попереджає його, що Веріті правий щодо смерті, тіло Фітца заразили паразитами, які пожирають його зсередини. 
Вівація заходить в порт Бінгтауну, де на них чекає Ланс. Його підібрав один з кораблів, який тікав з Клеренсу. Після цього Вівація пливе до Трехогу, де на неї чекає Смоляний з бочками Срібла. Разом з нею вирушає живий корабель Кендрі. В Трехозі вони випивають Срібло і перетворюються в драконів. На Смоляному Бі пливе до Кельсінгри де на неї та інших чекає група Скіллу, щоб провести всіх через моноліти до Баккіпа. Бі прибуває в замок, де стає однією з леді королеви та починає вчитись манер придворної дами. Якось вночі до Бі приходить Нічний Вовк. Він говорить, що її тато досі живий, проте його пожирають паразити і він незабаром помре. До Персівіранса прилітає ворона, яка говорить, що Фітц у каменоломні. Бі розповідає Персівірансу, Спарк, Лансу та Блазню про Нічного Вовка. Спарк пригадує, що в Клеренсі перед вибухом в них стріляли дротиками і потрапили в Фітца. Вона певна, що тоді його заразили паразитами. Вночі Блазень проводить всіх через моноліт в підземеллі замку до Кельсінгри, а тоді до площі біля камінних статуй попри заборону Нетл. Кетрікен проходить з ними.
Фітц починає вкладати свої спогади та спогади Нічного Вовка в камінь, перетворюючи його на вовка.  До каменоломні слідом за Бі прибувають Нетл, принц Дьютифул з синами та Нед.  Ланс, Дьютифул та Кетрікен віддають вовку по одному зі спогадів в Фітцем. Фітц та Нічний Вовк віддають каменю всі свої спогади і розчиняються в камені. Блазень входить в камінь разом з ними. Вовк оживає. Кетрікен забирає Бі з собою до Гірського Королівства. 

## Ключові персонажі
- Фітц Чивел (Том Баджерлок) - королівський убивця
- Моллі - дружина Фітца
- Нетл - старша донька Фітца та Моллі, майстер Скіллу
- Бі - молодша донька Фітца та Моллі
- Дьютифул - король Шести Герцогств
- Кетрікен - мати Дьютифула, екс-королева Шести Герцогств
- Елліана - королева Шести Герцогств
- Сивіл Брезінга - друг Дьютифула, володіє Уїтом
- Уеб - майстер Уїту
- Чейд - королівський вбивця, наставник Фітца
- Розмарі - королівська вбивця, учениця Чейда
- Ріддл - друг Фітца, один зі шпигунів Чейда
- Шун (Шайн) - донька Чейда
- Лант - син Чейда та Лорел
- Спарк (Еш) - шпигунка Чейда
- Персівіранс - син конюха, вчитель верхової їзди Бі
- Блазень (Янтар) - друг Фітца, Білий Пророк
- Двалія - Біла Служниця, лінгстра
- Еллік - калсидієць, права рука герцога Калсиди, мав намір стати наступним герцогом
- Керф - калсидієць, солдат Елліка
- Алларія - Біла Служниця, лурик
- Реппін - Біла Служниця, лурик
- Віндлаєр - Білий Слуга, має здібності керувати свідомістю людей
- Малта Хурпус - королева Кельсінгри, Ендерлінг
- Рейн Хурпус - король Кельсінгри, Ендерлінг
- Ефрон Хурпус - принц Кельсінгри
- Рапскаль - головнокомандувач Кельсінгри, Ендерлінг, хранитель дракона Хебі
- Капра - одна з Чотирьох, жінка в блакитному
- Симфра - одна з Чотирьох. Красива, молода жінка в червоному. Розділяє погляди Двалії
- Коултрі - один з Чотирьох. Не є Білим, одягається в зелене
- Феллоуді - один з Чотирьох. Одягається в жовте, відомий своїм розпутством
- Прилкоп - Білий Пророк, друг Блазня
- Альтія Вестріт - капітан Досконалого, дружина Брешена
- Брешен Трел - капітан Досконалого, чоловік Альтії
- Бойо Трелвестріт - син Альтії та Брешена
- Парагон Кеннітсон - принц піратських островів